# Wilhelm Nedelmann

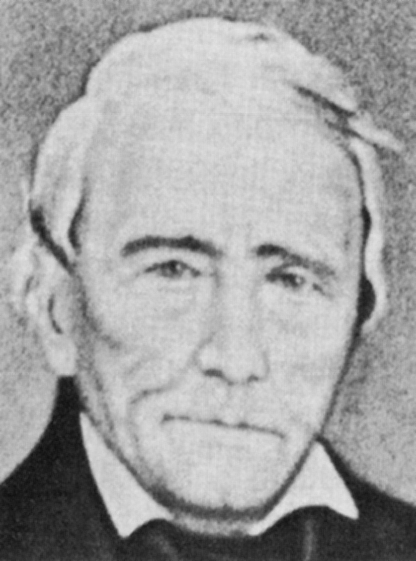
Wilhelm Nedelmann

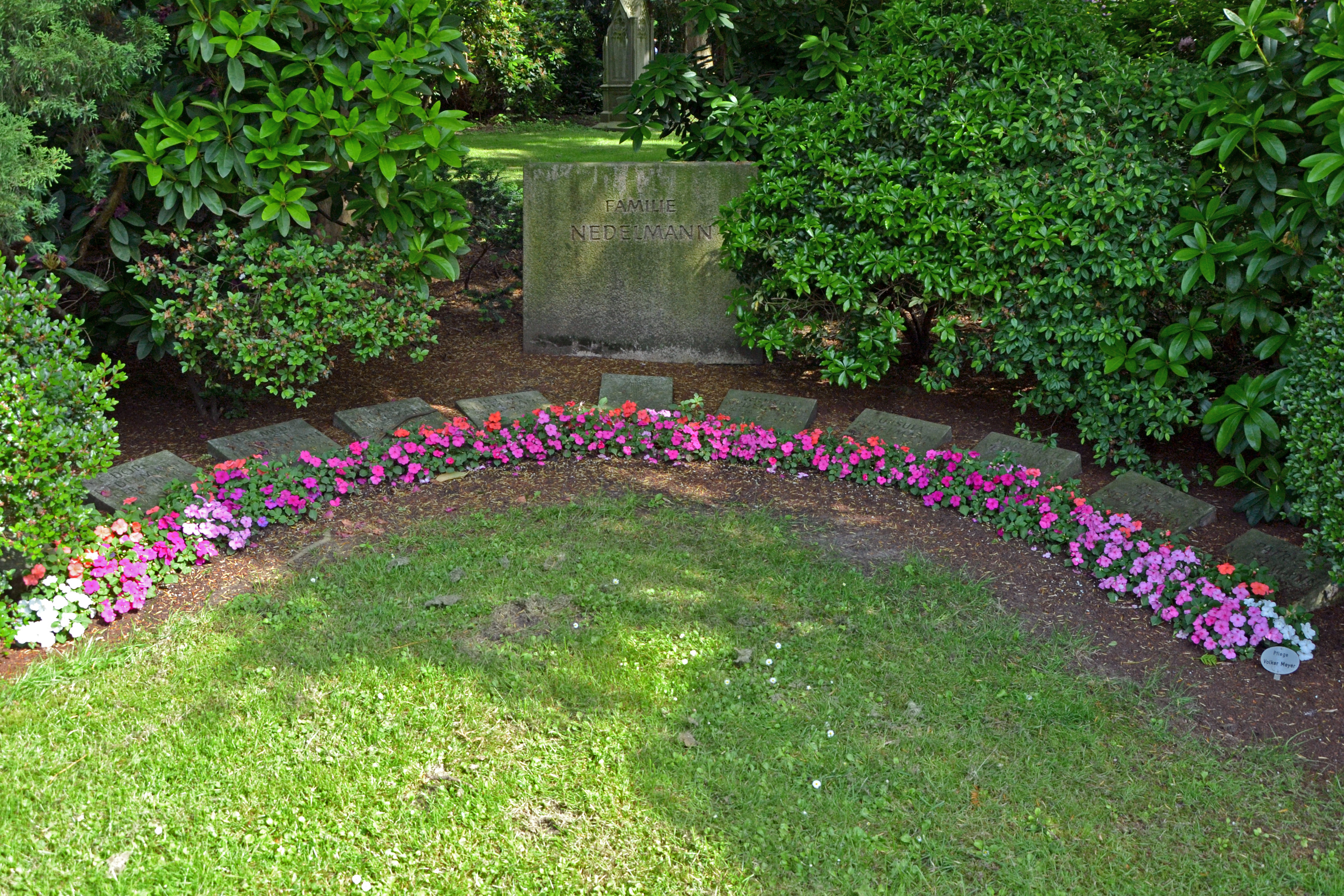
Familiengrabmal auf dem Ostfriedhof Essen

Wilhelm Nedelmann, vollständiger Name Johann Wilhelm Georg Nedelmann,  (* 19. Dezember 1785 in Essen; † 21. August 1862 ebenda) war ein deutscher Kaufmann, Stadtrat und Gründer des Essener Musikvereins, aus dem der heutige Philharmonische Chor Essen hervorging.

## Leben und Wirken
Wilhelm Nedelmann, Sohn des Kaufmanns Johann Wilhelm Christoph Nedelmann (* um 1750) und seiner Frau Johanna Elisabeth Christina geborene Wilhelmi (* 1759), evangelisch getauft, erlernte nach Schulbesuch ebenfalls den Beruf des Kaufmanns. Nach seiner Eheschließung mit Johanna Christina Friederike Ascherfeld am 28. August 1807 gründete er im Hause seines Schwiegervaters am Flachsmarkt in Essen ein Manufakturwarengeschäft. Sein Sohn Ernst Theodor Nedelmann (1818–1888) wurde ebenfalls Kaufmann.
Wilhelm Nedelmann war von 1806 bis 1808 Repräsentant der Essener Bürgerschaft und folgend bis zur preußischen Besitzergreifung 1813 Munizipalrat. 1826, und noch einmal von 1842 bis 1847, war er Stadtrat in Essen. 
Nedelmann erhielt in frühen Jahren Orgelunterricht beim Organisten des Essener Münsters und bekam den Kontrapunkt gelehrt. 1809 trat er als Geiger bei einem öffentlichen Violinkonzert auf. 1814 war er Kapellmeister der Janitscharenmusik. Von 1826 bis 1835 betätigte er sich nebenamtlich als Gesangslehrer am Burggymnasium. Er gründete um 1830 den ersten Essener Männerchorverein und wenig später den ersten Instrumentalverein. Am 1. Februar 1838 gründete er den gemischten Gesang-Musikverein, der spätere Essener Musikverein. 1899 stellte die Stadt dem Vokalensemble ein entsprechendes Orchester zur Seite und richtete für den Chorleiter Georg Hendrik Witte das Amt des Städtischen Musikdirektors ein, was als die Geburtsstunde der heutigen Essener Philharmoniker gilt. Als Philharmonischer Chor existiert der Essener Musikverein bis heute. In seinem Musikverein war Nedelmann Dirigent und musikalischer Direktor. Er komponierte zudem Lieder für die Jugend, Bergmannslieder, den Deutschen Liederkranz, eine Sinfonie und eine Ouvertüre. Durch seinen Freund, den Essener Verleger Karl Baedeker, wurden Nedelmanns Noten und Kompositionen im Rahmen des Verlagsgeschäfts gedruckt und verkauft. 1855 legte Wilhelm Nedelmann aus Alters- und Gesundheitsgründen seine Tätigkeiten nieder. Er gilt als Vater des Essener Musiklebens und Männergesangs.
Wilhelm Nedelmann war auf dem Friedhof am Kettwiger Tor beigesetzt worden. Nach dessen Schließung 1955 wurde das Grab auf den Ostfriedhof Essen verlegt.